# Wilhelm Longert
Wilhelm Longert (* 13. März 1888 in Camberg (Nassau)) war ein deutscher Volkswirt, Hochschullehrer und nationalsozialistischer Wissenschaftsfunktionär.

## Leben und Wirken
Nach dem Besuch von Volksschule und der Absolvierung eines Lehrerseminars, arbeitete Longert zunächst als Volks und Mittelschullehrer. Er nahm als Soldat am Ersten Weltkrieg teil und erhielt für seinen Kriegseinsatz das Eiserne Kreuz II. Klasse. Nach dem Krieg studierte Longert Wirtschaftswissenschaften mit Diplomabschlüssen als Kaufmann und Volkswirt. Er promovierte 1926 in Frankfurt am Main in Staatswissenschaften, hielt in den folgenden Jahren zahlreiche Vorträge über unterschiedliche volkswirtschaftliche Themen und agierte als Schriftleiter mehrerer Fachzeitschriften.
Spätestens ab 1929 nährte sich Longert der NSDAP an. Er wurde Mitglied des von Alfred Rosenberg gegründeten Kampfbund für deutsche Kultur und trat als Redner des Stahlhelm, Bund der Frontsoldaten auf. Nach der Machtergreifung trat Longert zum 1. Mai 1933 der NSDAP bei (Longert ist aktives Parteimitglied und wird später Blockleiter). Ebenfalls im Mai 1933 wurde er Dozent an der Deutschen Hochschule für Politik in Berlin. Diese Stellung behielt er bis 1939. Anschließend war Longert in unterschiedlichen Positionen bei den Dienststellen des Amts Rosenberg tätig, u. a. als Schulungsbeauftragter und Lektor der Reichsstelle zur Förderung des deutschen Schrifttums, als Inhaber der „Hauptstelle Soziologie“ sowie ab dem Sommer 1942 als Mitglied des „Sonderstabs Wissenschaft“ des Einsatzstabs Reichsleiter Rosenberg.
Longert war außerdem Mitglied des Nationalsozialistischen Deutschen Dozentenbundes und Verbindungsmann der dort angesiedelten Fachgruppe für Wirtschaftswissenschaft.

## Werke (Auswahl)
- Die Grundgedanken der Werksgemeinschaft. Beyer & Söhne, Langensalza 1927.
- Liberale oder organische Staats- und Wirtschafts-Ordnung?. Verlag für Nationalwirtschaft u. Werksgemeinschaft, Leipzig 1930.
- Die Entwicklung des Wirtschaftslebens der Stadt Camberg im Rahmen der deutschen Wirtschaft (Dissertation, 1925), erschienen als: So lebten die Camberger: 1860 bis 1924. Camberger Verlag Lange, Camberg 1978.